# Licania guianensis
Licania guianensis là một loài thực vật có hoa trong họ Cám. Loài này được (Aubl.) Griseb. mô tả khoa học đầu tiên năm 1857.